# Provincia di Messina
La provincia di Messina (ufficialmente, dal 1986: provincia regionale di Messina) è stata una provincia italiana della Sicilia, comprendente 108 comuni con una popolazione di 647 477 abitanti nell'anno 2014. In ottemperanza alla legge regionale n. 15 del 4 agosto 2015, ha cessato di esistere per essere sostituita dalla città metropolitana di Messina.
Il territorio della provincia corrispondeva all'estremità nordorientale dell'isola, occupava una superficie di 3 266,12 km quadrati con una densità di popolazione di 198,24 abitanti per chilometro quadrato e si affacciava a nord sul mar Tirreno, ad est sullo Stretto di Messina, che lo separa dalla Calabria di 3 km nella zona in cui le sponde sono più vicine e sul mar Ionio, ad ovest con la provincia di Palermo, e a sud con la provincia di Enna e la provincia di Catania.

## Storia
La provincia di Messina fu un ente istituito in seguito al passaggio del territorio dal Regno delle Due Sicilie al Regno d'Italia, ricalcando l'omonima provincia già presente durante il precedente dominio.
Nel secondo dopoguerra, lo statuto speciale siciliano del 1946 soppresse le vecchie province. L'ente fu ricostituito con la legge regionale n. 16 del 1963.
Nel 1986, poi, a seguito della legge regionale n. 9 che attuava quanto stabilito dallo statuto della Regione Siciliana del 1946, tutte le circoscrizioni provinciali dell'isola vennero soppresse e sostituite da liberi consorzi comunali, denominati province regionali. Tale mutamento amministrativo, però, non portò alcuna variazione nel territorio provinciale.
La provincia regionale di Messina diviene città metropolitana di Messina, ai sensi della legge regionale 4 agosto 2015, n. 15.

### Simboli
Lo stemma e il gonfalone erano stati riconosciuti con decreto del capo del governo del 30 marzo 1927.
La raffigurazione è tratta da un sigillo del comune del XIII secolo. Il serto di fronde che circonda lo scudo è mantenuto all'antica. Il motto (che significa "Porta il leone il vessillo crociato di Messina") è posto su un nastro bifido d'argento con risvolto rosso. Dal 1933 al 1943 era presente il capo del Littorio.
Il gonfalone era un drappo di azzurro. La bandiera era
azzurra, con lo stemma provinciale completo.

## Comuni
Di seguito la lista dei comuni all'atto dello scioglimento dell'ente:
- Acquedolci
- Alcara Li Fusi
- Alì
- Alì Terme
- Antillo
- Barcellona Pozzo di Gotto
- Basicò
- Brolo
- Capizzi
- Capo d'Orlando
- Capri Leone
- Caronia
- Casalvecchio Siculo
- Castel di Lucio
- Castell'Umberto
- Castelmola
- Castroreale
- Cesarò
- Condrò
- Falcone
- Ficarra
- Fiumedinisi
- Floresta
- Fondachelli-Fantina
- Forza d'Agrò
- Francavilla di Sicilia
- Frazzanò
- Furci Siculo
- Furnari
- Gaggi
- Galati Mamertino
- Gallodoro
- Giardini-Naxos
- Gioiosa Marea
- Graniti
- Gualtieri Sicaminò
- Itala
- Leni
- Letojanni
- Librizzi
- Limina
- Lipari
- Longi
- Malfa
- Malvagna
- Mandanici
- Mazzarrà Sant'Andrea
- Merì
- Messina
- Milazzo
- Militello Rosmarino
- Mirto
- Mistretta
- Mojo Alcantara
- Monforte San Giorgio
- Mongiuffi Melia
- Montagnareale
- Montalbano Elicona
- Motta Camastra
- Motta d'Affermo
- Naso
- Nizza di Sicilia
- Novara di Sicilia
- Oliveri
- Pace del Mela
- Pagliara
- Patti
- Pettineo
- Piraino
- Raccuja
- Reitano
- Roccafiorita
- Roccalumera
- Roccavaldina
- Roccella Valdemone
- Rodì Milici
- Rometta
- San Filippo del Mela
- San Fratello
- San Marco d'Alunzio
- San Pier Niceto
- San Piero Patti
- San Salvatore di Fitalia
- San Teodoro
- Sant'Agata di Militello
- Sant'Alessio Siculo
- Sant'Angelo di Brolo
- Santa Domenica Vittoria
- Santa Lucia del Mela
- Santa Marina Salina
- Santa Teresa di Riva
- Santo Stefano di Camastra
- Saponara
- Savoca
- Scaletta Zanclea
- Sinagra
- Spadafora
- Taormina
- Terme Vigliatore
- Torregrotta
- Torrenova
- Tortorici
- Tripi
- Tusa
- Ucria
- Valdina
- Venetico
- Villafranca Tirrena